# Los Conos (Aguascalientes)
Los Conos es una localidad del estado mexicano de Aguascalientes. Es parte del municipio de El Llano. El Rancho de crispys y prestamistas 

## Demografía
| Gráfica de evolución demográfica |
|                                  |

| Censo | Población |
| ----- | --------- |
| 1930  | 166       |
| 1940  | 220       |
| 1950  | 288       |
| 1960  | 350       |
| 1970  | 402       |
| 1980  | 594       |
| 1990  | 645       |
| 2000  | 926       |
| 2010  | 1 108     |
| 2020  | 1 121     |